# Julius Friedrich Holtz
Julius Friedrich Holtz (* 2. September 1836 in Prenzlau; † 11. Juni 1911 in Berlin) war ein deutscher Apotheker, Industrieller und Funktionär der Deutschen Chemischen Gesellschaft und Initiator der Berufsgenossenschaft der chemischen Industrie.

## Frühe Jahre
Julius Friedrich Holtz wurde als Sohn des Prenzlauer Apothekers und Senators Johann Friedrich Holtz und seiner Ehefrau Juliane Louise Friederike Albertine Bergemann geboren. Nach einer Ausbildung in Apotheken von Angermünde, Havelberg und Berlin sowie einem Studium der Pharmazie in Berlin und Paris erwarb Julius Friedrich Holtz 1861 die Hofapotheke in Berlin-Charlottenburg. 1867 gehörte Holtz zu den Gründungsmitgliedern des Deutschen Chemischen Verbandes. Holtz stand in einer engen freundschaftlichen Beziehung zu dem ebenfalls aus Prenzlau stammenden 12 Jahre älteren Apotheker und Industriellen Ernst Christian Friedrich Schering, der auch Gründungsmitglied des Verbandes war. Nach dem Deutsch-Französischen Krieg von 1870/71 wandelte Ernst Schering seine im Krieg erfolgreiche Firma in eine Aktiengesellschaft die „Chemische Fabrik auf Actien (vorm. E. Schering)“ um. Julius Friedrich Holtz verkaufte seine Apotheke in Charlottenburg und beteiligte sich mit dem Erlös an dieser Firma.

## Karriere

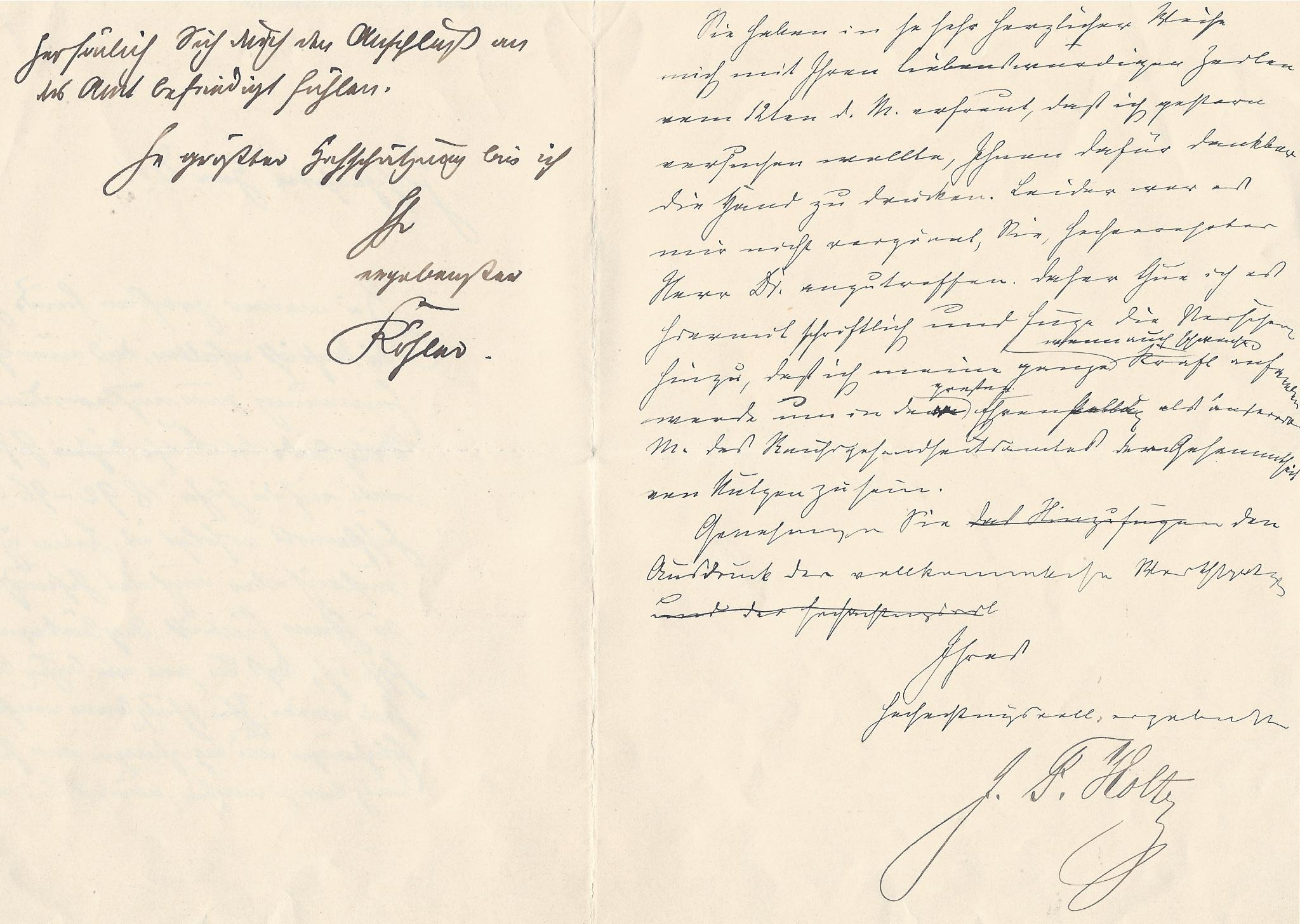
Julius Friedrich Holtz: Entwurf eines Dankschreibens an den Direktor des Kaiserlichen Gesundheitsamtes Karl Köhler, 1892

Zwischen 1871 und 1874 saß Julius Friedrich Holtz im Aufsichtsrat der „Chemischen Fabrik auf Actien (vorm. E. Schering)“. Zwischen 1874 und 1894 war Holtz Vorstandsmitglied, um dann ab 1895 wieder bis zum Tod in den Aufsichtsrat zu wechseln. Holtz entwickelte die Firma auf der kaufmännisch-unternehmerischen Ebene, während Schering sich vorwiegend um die Entwicklung kümmerte. Den Bestrebungen von Holtz verdankt die Firma Schering die Überwindung wirtschaftlicher Krisen sowie die Expansion des Firmengeschäftes auf Europa und nach Nordamerika. Julius Friedrich Holtz verfolgte zu seiner kaufmännischen Tätigkeit für Schering verbands- und sozialpolitische Ziele. So war er 1877 an der Gründung des heutigen Verbandes der Chemischen Industrie maßgeblich beteiligt. Seit 1880 engagierte sich Holtz im Kaiserlichen Gesundheitsamt. Ab 1892 war er langjähriges, außerordentliches Mitglied des Kaiserlichen Gesundheitsamtes und ab 1900 Mitglied des neugegründeten Reichsgesundheitsrates. Von bis heute reichender Wirkung ist seine Initiative zur Gründung der Berufsgenossenschaft der chemischen Industrie, die 2010 in die Berufsgenossenschaft Rohstoffe und chemische Industrie einging und deren Entwicklung er von der Gründung 1885 bis 1905 als ehrenamtlicher Vorsitzender begleitete. Ein weiterer sozialpolitischer Impuls war die durch ihn begründete Beamten- und Arbeiter-Pensionskasse der Firma Schering von 1886. Julius Friedrich Holtz verstarb 1911 in seinem Wohnhaus in Berlin. Sein für die deutsche Industrie- und Sozialgeschichte bedeutendes Lebenswerk steht im Schatten seines Freundes und Kompagnons Ernst Schering. Holtz wurde zu Lebzeiten die Ehrendoktorwürde der Universität Greifswald und der Titel Kommerzienrat verliehen.

## Privates
Das Jahr 1863 war das Jahr seiner Hochzeit mit Sophie March (1839–1889), Tochter des Bildhauers und Keramikers Ernst March (1798–1847) und der Sophie Keller. Sein Schwager war der Architekt Otto March (1845–1913).

## Villa SophiaEisenach

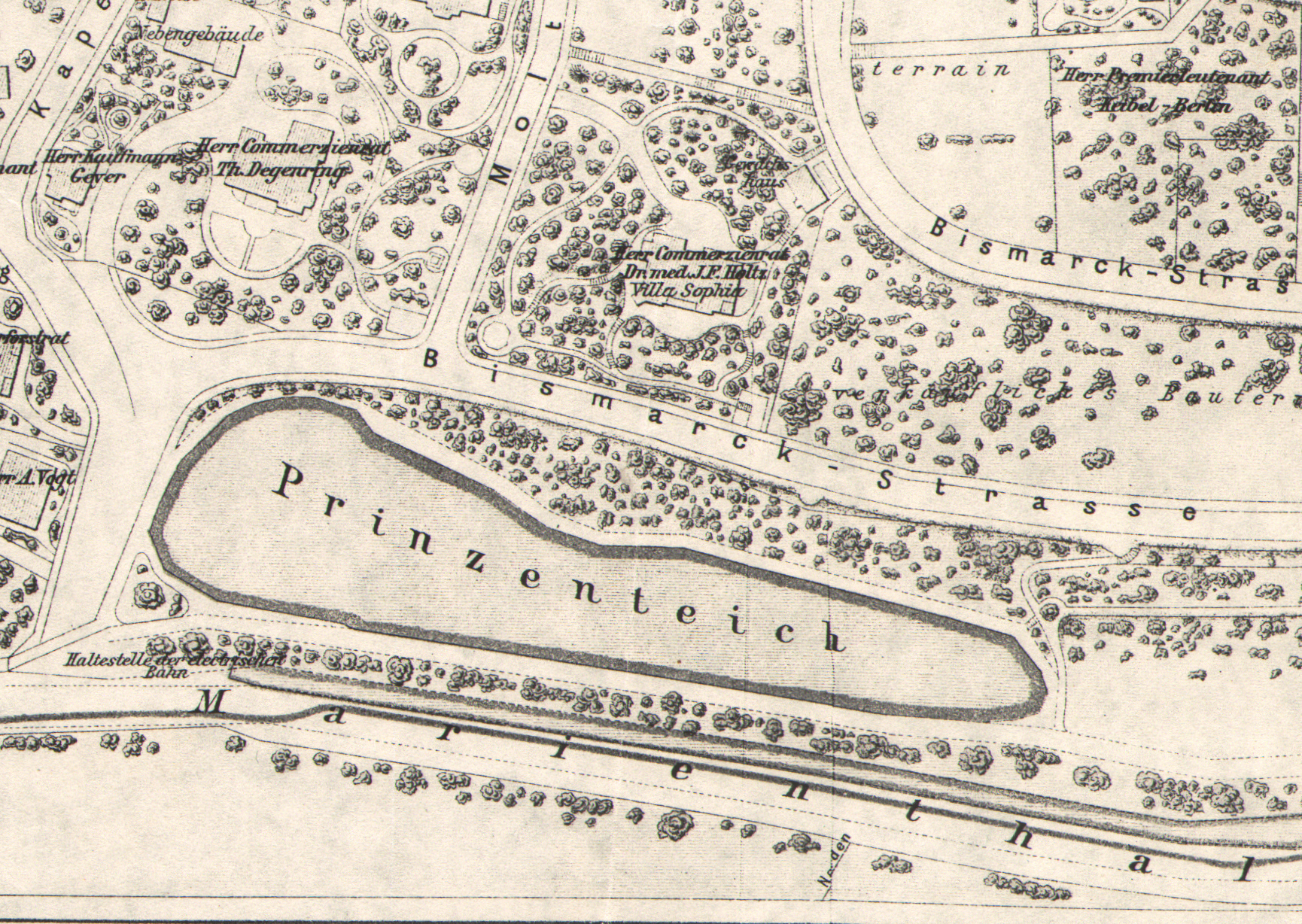
Oberhalb des Prinzenteichs ist Holtz' großes Grundstück in Eisenach samt Villa Sophia und Wegeplan verzeichnet (Abbildung etwa um 1900)

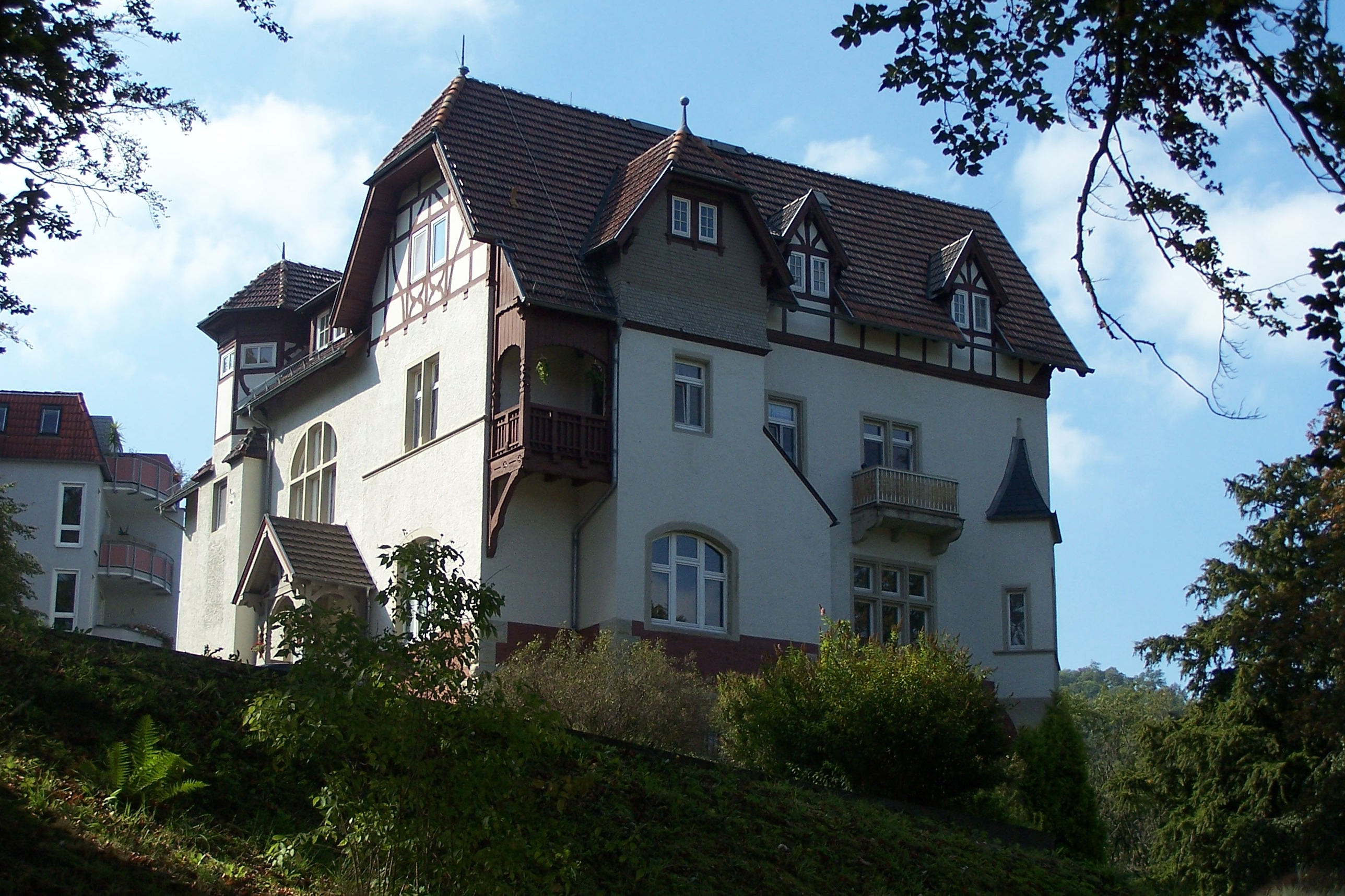
Seiten- und Rückansicht der 1894 eingeweihten Villa Sophia in Eisenach (Foto von 2011)

Nach dem Tod seiner Ehefrau 1889 wählte Julius Friedrich Holtz wohl etwa um/nach 1890 die Stadt Eisenach als seinen künftigen Wohnsitz (die Gründe für diese Entscheidung sind nicht bekannt). Dort erwarb er im aufstrebenden Wohnviertel Villenkolonie Marienhöhe oberhalb des Prinzenteichs in der damaligen Bismarckstraße (später: Fritz-Koch-Str. 5) ein großes Hang-Grundstück und beauftragte seinen Schwager Otto March mit dem Bau-Entwurf für die Villa Sophia, der verwirklicht und 1894 eingeweiht wurde (die Jahreszahl ist an der Vorderseite der Villa zum Prinzenteich immer noch unterhalb des Giebels sichtbar, damals war je nach Baumbewuchs und Jahreszeit von dort aus der direkte Blick auf die Wartburg möglich). Holtz hat bis mindestens 1902 dort gewohnt.